# Station Porchefontaine
Porchefontaine is een station aan lijn C van het RER-netwerk gelegen in de Franse gemeente Versailles in het departement Yvelines.